# Українсько-антигуанські відносини
Українсько-антигуанські відносини — відносини між Україною та Антигуа і Барбудою. 
Антигуа і Барбуда визнала незалежність України 27 січня 1993 року, країни встановили дипломатичні відносини 17 березня 1993 року.
За відносини з Антигуа і Барбудою відповідає Посольство України в США.

## Історія
На початку російсько-української війни у 2014 році Антигуа і Барбуда утрималася у ході голосування за резолюцію ГА ООН «Територіальна цілісність України» № 68/262 (27.03.2014), також неодноразово утримувалась або не голосувала за Резолюції ГА ООН «Ситуація з правами людини в тимчасово окупованих Автономній Республіці Крим та м. Севастополь (Україна)» та «Проблема мілітаризації Автономної Республіки Крим та міста Севастополь (Україна), а також частин Чорного і Азовського морів».
У 2022 році було суттєво активізовано контакти між Україною та Антигуа і Барбудою через посольства двох держав у США та в рамках Організації американських держав, за результатами яких Антигуа і Барбуда проголосувала «за» Резолюції ГА ООН «Агресія проти України» (02.03.2022), «Гуманітарні наслідки агресії проти України» (24.03.2022), «Призупинення прав членства Росії в Раді ООН з прав людини» (07.04.2022) та «Територіальна цілісність України: дотримання принципів Статуту ООН»(12.10.2022), проте утрималась під час голосувань Резолюцій ГА ООН «Забезпечення засобів правового захисту та репарацій у зв’язку з агресією проти України» (14.11.2022) та «Ситуація з правами людини в тимчасово окупованих Автономній Республіці Крим та місті Севастополь (Україна)» (15.12.2022).

## Торгівля
У 2022 році товарообіг між Україною та Антигуа і Барбудою склав 1,06 млн дол. США. Головними напрямами співпраці є інвестиції у банківську сферу (офшор) та надання послуг туризму.